# Lista
Lista is een voormalige gemeente in de voormalige  fylke Vest-Agder in het zuiden van Noorwegen. De gemeente werd gesticht in 1837 als Vanse. De naam Lista werd gebruikt vanaf 1911. Lista omvatte het grootste deel van het gelijknamige schiereiland waarop ook de stad Farsund ligt. Uiteindelijk werden Lista en Farsund samengevoegd met de gemeenten Herad en Spind, waarbij de nieuwe gemeente koos voor de naam van Farsund.
De parochiekerk van Lista staat in Vanse. De kerk is een van de oudste in het zuiden van Noorwegen, als bouwjaar wordt 1050 aangehouden. De naam van Lista komt nog voor in de naam van het vliegveld van Farsund, Farsund Lufthavn Lista en in de naam van het decanaat van het bisdom Agder og Telemark waarvan Lista deel uitmaakt: Lister og Mandal prosti, tot 2020 Lister prosti. Ook de regionaam Lister komt van Lista.